# Campeonato Europeo de Saltos de 2019
El VI Campeonato Europeo de Saltos se celebró en Kiev (Ucrania) entre el 5 y el 11 de agosto de 2019 bajo la organización de la Liga Europea de Natación (LEN) y la Federación Ucraniana de Natación.
Las competiciones de realizaron en el Centro Deportivo Liko de la capital ucraniana.

## Resultados

### Masculino
| Evento                          | Oro                                                    | Plata                                               | Bronce                                            |
| ------------------------------- | ------------------------------------------------------ | --------------------------------------------------- | ------------------------------------------------- |
| Trampolín 1 m (07.08)           | Patrick Hausding · Alemania · 388,85 pts.              | Oleh Kolodi · Ucrania · 381,50 pts.                 | Lorenzo Marsaglia · Italia · 380,15 pts.          |
| Trampolín 3 m (09.08)           | Yevgueni Kuznetsov · Rusia · 499,45                    | Patrick Hausding · Alemania · 456,85                | James Heatly Reino Unido 439,90                   |
| Plataforma 10 m (11.08)         | Olexi Sereda · Ucrania · 488,85                        | Benjamin Auffret Francia 474,90                     | Ruslan Ternovoi · Rusia · 445,25                  |
| Trampolín 3 m sincro. (10.08)   | Yevgueni Kuznetsov · Nikita Shleijer · Rusia · 435,39  | Patrick Hausding · Lars Rüdiger · Alemania · 398,64 | Anthony Harding Jordan Houlden Reino Unido 387,60 |
| Plataforma 10 m sincro. (08.08) | Alexandr Beliovtsev · Nikita Shleijer · Rusia · 417,30 | Oleh Serbin · Olexi Sereda · Ucrania · 413,16       | Matthew Dixon Noah Williams Reino Unido 412,56    |

### Femenino
| Evento                          | Oro                                                   | Plata                                            | Bronce                                                     |
| ------------------------------- | ----------------------------------------------------- | ------------------------------------------------ | ---------------------------------------------------------- |
| Trampolín 1 m (10.08)           | Vitaliya Koroliova · Rusia · 266,70 pts.              | Olena Fedorova · Ucrania · 263,45 pts.           | Kristina Ilinyj · Rusia · 263,05 pts.                      |
| Trampolín 3 m (08.08)           | Inge Jansen · Países Bajos · 293,85                   | Kristina Ilinyj · Rusia · 292,60                 | Tina Punzel · Alemania · 290,15                            |
| Plataforma 10 m (06.08)         | Sofiya Lyskun · Ucrania · 330,00                      | Celine van Duijn · Países Bajos · 304,50         | Yuliya Timoshinina · Rusia · 304,45                        |
| Trampolín 3 m sincro. (11.08)   | Uliana Kliuyeva · Vitaliya Koroliova · Rusia · 290,70 | Lena Hentschel · Tina Punzel · Alemania · 288,87 | Viktoriya Kesar · Hanna Pysmenska · Ucrania · 287,37       |
| Plataforma 10 m sincro. (07.08) | Noemi Batki · Chiara Pellacani · Italia · 290,34      | Phoebe Banks Emily Martin Reino Unido 284,40     | Yekaterina Beliayeva · Yuliya Timoshinina · Rusia · 277,50 |

### Mixto
| Evento                          | Oro                                                                                    | Plata                                                                                          | Bronce                                                                         |
| ------------------------------- | -------------------------------------------------------------------------------------- | ---------------------------------------------------------------------------------------------- | ------------------------------------------------------------------------------ |
| Trampolín 3 m sincro. (06.08)   | Viktoriya Kesar · Stanislav Oliferchyk · Ucrania · 297,69 pts.                         | Tina Punzel · Lou Massenberg · Alemania · 294,09 pts.                                          | Michelle Heimberg · Jonathan Suckow · Suiza · 282,00 pts.                      |
| Plataforma 10 m sincro. (09.08) | Yekaterina Beliayeva · Viktor Minibayev · Rusia · 320,70                               | Eden Cheng Noah Williams Reino Unido 303,60                                                    | Christina Wassen · Florian Fandler · Alemania · 287,76                         |
| Equipo (05.08)                  | Patrick Hausding · Christina Wassen · Tina Punzel · Lou Massenberg · Alemania · 405,50 | Yekaterina Beliayeva · Vitaliya Koroliova · Viktor Minibayev · Ilia Molchanov · Rusia · 401,05 | Eden Cheng Anthony Harding Noah Williams Katherine Torrance Reino Unido 392,00 |

## Medallero
| Núm. | País         | Oro | Plata | Bronce | Total |
| ---- | ------------ | --- | ----- | ------ | ----- |
| 1    | Rusia        | 6   | 2     | 4      | 12    |
| 2    | Ucrania      | 3   | 3     | 1      | 7     |
| 3    | Alemania     | 2   | 4     | 2      | 8     |
| 4    | Países Bajos | 1   | 1     | 0      | 2     |
| 5    | Italia       | 1   | 0     | 1      | 2     |
| 6    | Reino Unido  | 0   | 2     | 4      | 6     |
| 7    | Francia      | 0   | 1     | 0      | 1     |
| 8    | Suiza        | 0   | 0     | 1      | 1     |
|      | TOTAL        | 13  | 13    | 13     | 39    |